# Karin Kienhuis
Karin Josephina Maria Kienhuis (ur. 24 lutego 1971) – holenderska judoczka. Dwukrotna olimpijka. Dziewiąta w Sydney 2000 i piętnasta w Atlancie 1996. Walczyła w wadze półcięzkiej.
Piąta na mistrzostwach świata w 1999; siódma 1995 i  1997; uczestniczka zawodów w 1993. Startowała w Pucharze Świata w latach 1992, 1993, 1995−2001. Zdobyła cztery medale mistrzostw Europy w latach 1993 − 1998. Trzecia na akademickich MŚ w 1996 i 1998 roku.

## Letnie Igrzyska Olimpijskie 1996
| Konkurencja | Rundy eliminacyjne | Klas. końcowa |
| Konkurencja | Przeciwnik I       | Miejsce       |
| ----------- | ------------------ | ------------- |
| 72 kg       | Kate Howey (GBR) P | 15.           |

## Letnie Igrzyska Olimpijskie 2000
| Konkurencja | Rundy eliminacyjne   | Repasaże              | Repasaże                     | Klas. końcowa |
| Konkurencja | Przeciwnik I         | Przeciwnik I          | Przeciwnik II                | Miejsce       |
| ----------- | -------------------- | --------------------- | ---------------------------- | ------------- |
| 78 kg       | Heidi Rakels (BEL) P | Akissi Monney (CIV) Z | Emanuela Pierantozzi (ITA) P | 9.            |